# Wapaskokimaw 202
Wapaskokimaw 202 är ett reservat i Kanada.   Det ligger i provinsen Saskatchewan, i den centrala delen av landet, 2 200 km nordväst om huvudstaden Ottawa.
I omgivningarna runt Wapaskokimaw 202 växer i huvudsak barrskog. Trakten runt Wapaskokimaw 202 är nära nog obefolkad, med mindre än två invånare per kvadratkilometer.